# Alex Giorgetti
Pour les articles homonymes, voir Giorgetti.
Alex Giorgetti (né le 24 décembre 1987 à Budapest) est un joueur italien de water-polo, évoluant à un poste d'attaquant.

## Biographie
Champion du monde en 2011 avec l'équipe d'Italie, Alex Giorgetti a été élu meilleur joueur de la World League la même année.
Il fait partie de l'équipe nationale italienne lors des Championnats du monde de natation 2015 à Kazan.

## Clubs successifs
- 2003-2004 : Rari Nantes Savona
- 2004-2005 : Rari Nantes Florentia
- 2005-2007 : Canottieri Leonida Bissolati (it)
- 2007- ... : Pro Recco